# Lobelia thuliniana
Lobelia thuliniana là loài thực vật có hoa trong họ Hoa chuông. Loài này được E.B.Knox mô tả khoa học đầu tiên năm 1993.